# Хозяйственный учёт
Хозяйственный учет — количественное отражение и качественная характеристика всех сторон хозяйственной деятельности с целью её изучения, контроля и управления. Основной целью хозяйственного учета является формирование качественной (полной, достоверной) и своевременной информации о финансовой и хозяйственной деятельности организации, необходимой для управления и становления рыночной экономики, для подготовки, обоснования и принятия управленческих решений на различных уровнях, для определения позиции организации на рынке, выявления положения предприятий — конкурентов.

## Состав хозяйственного учёта
В состав хозяйственного учета входят три вида: оперативный, статистический и бухгалтерский, каждый из которых выполняет свои задачи, но все три представляют собой единую систему учета.
Оперативный учет (или оперативно- технический) осуществляется для повседневного текущего руководства и управления предприятием, участками, производствами, цехами. С помощью оперативного учета управленческому персоналу поступает информация о движении материальных ресурсов на предприятии об объемах выпущенной продукции, ее продаже, о наличии производственных запасов. Источником информации для получения таких сведений могут быть как документы, так и данные, полученные по телефону, телетайпу, факсу, в устной форме. Оперативный учет может прерываться во времени, и надобность в нем появляется по мере необходимости. Целью оперативного учёта является быстрый ежедневный сбор хозяйственной информации, уточняющий данные бухгалтерского учёта о себестоимости и выпуске продукции, расходе фонда заработной платы, рентабельности и ряда других показателей делового цикла. Посредством оперативного учёта осуществляется своевременное обобщение числовых данных в документах первичного бухгалтерского учёта и соблюдается принцип ажура. Высокая оперативность данного вида учёта обеспечивается за счёт краткости и быстроты, поскольку оперативный учёт не предполагает обязательности документирования операций.
Статистический учёт изучает явления, носящие обобщающий, массовый характер в различных областях хозяйства, экономики, науки, образования. Статистика собирает и обобщает информацию о состоянии экономики, тенденциях ее развития, движении рабочей силы, товаров, ценных бумаг, материальных запасов, численности и составе населения по возрасту, полу, профессиям. Статистика широко использует выборочный метод наблюдения и регистрации, осуществляет единовременный учет и переписи. Для этих целей она применяет информацию бухгалтерского и оперативного учета.
Бухгалтерский учет изучает количественную сторону хозяйственных явлений в неразрывной связи с их качественной стороной, путем сплошной, непрерывной, документально обоснованной и взаимосвязанной регистрации хозяйственных фактов как в натуральных показателях, так и в денежном выражении. Из определения следует, что в бухгалтерском учете имеет место сплошное отражение финансовой и хозяйственной деятельности предприятия, всего его имущества и источников его формирования, всех видов производственных запасов, основных фондов, затрат на производство и реализацию продукции, денежных средств, ценных бумаг, расчетов, фондов, кредитов и т. д.
Бухгалтерский учет использует все виды учетных измерителей, но особое значение придается денежному, так как именно его использование позволяет обобщать в единый информационный комплекс различные явления и виды деятельности. Важнейшей отличительной чертой бухгалтерского учета является его строгая документальность. Исходя из этого, бухгалтерский учет представляет собой упорядоченную систему сбора, регистрации и обобщения информации в денежном выражении об имуществе, обязательствах предприятия и их движении путем полного, непрерывного и документального учета всех хозяйственных операций.
Бухгалтерский учет отличается от других видов учета тем, что:
- осуществляет сплошное отражение всей хозяйственной деятельности предприятия, всего его имущества и источников его формирования, всех видов хозяйственных процессов, происходящих на предприятии;
- осуществляется непрерывно во времени. Это означает, что происходит постоянное наблюдение и отражение всех хозяйственных операций без пропусков во времени;
- каждый хозяйственный факт оформляется документально бумажным первичным документом или машинным носителем информации, который имеет правовую основу, согласно ему устанавливается ответственность за выполняемую хозяйственную операцию, а следовательно, документ приобретает юридическую силу;
- все средства и хозяйственные процессы обязательно отражаются в денежном выражении, обобщая натуральные и трудовые показатели;
- ведется с обязательным использованием специальных приемов и методов;
- строго регламентирован законодательными и нормативными документами.[источник не указан 1184 дня]

### Система нормативного регулирования бухгалтерского учета
Главным методологическим центром бухучета в России является министерство финансов. Выделяют 4 уровня нормативного регулирования:
- законодательный уровень, законы и иные законодательные акты (указы президента, постановления правительства), регулирующие постановку учета в организации. Особое место занимает Федеральный закон «О бухгалтерской учете». В нем закреплена обязанность предприятий в ведении бухгалтерского учета, кроме того, установлены основные правовые и методологические основы организации и ведения бухгалтерского учета. Кроме этого закона, на этом уровне важными являются Гражданский и Налоговый кодексы РФ;
- положения по бухгалтерскому учету. Здесь обобщаются принципы и базовые правила бухгалтерского учета как в общем, так и применительно к определенным видам деятельности;
- методологические указания и рекомендации по ведению бухгалтерского учета. Одним из важнейших документов здесь является План счетов бухгалтерского учета и инструкция по его применению;
- занимают рабочие документы организации, формирующие направленность ведения бухгалтерского учета в методическом, техническом и организационном аспектах.[источник не указан 1184 дня]

### Функции хозяйственного учёта
- Контрольная функция осуществляет контроль за сохранностью, наличием и движением имущества предприятий и организаций, правильностью и своевременностью расчетов с государством и другими субъектами хозяйственных взаимоотношений. Контроль — проверка с целью обеспечения правильности и законности определенных действий. Различают три вида контроля: предварительный, текущий и последующий (заключительный). Различают их по времени проведения. Предварительный контроль проводится до совершения операции, текущий — во время совершения хозяйственной операции, последующий (заключительный) — после ее проведения.
- Информационная функция для планирования, прогнозирования, выработки тактики и стратегии деятельности предприятия.
- Обеспечение сохранности собственности — функция, имеющая большое значение в условиях рыночных отношений и наличия разных форм собственности.
- Функция обратной связи формирует и передает информацию обратной связи, то есть информацию о фактических параметрах развития объекта управления.
- Аналитическая функция — для анализа финансовой и производственно- хозяйственной деятельности предприятия и его подразделений.

Все виды учета тесно взаимосвязаны, дополняют друг друга, и в своей совокупности образуют систему хозяйственного учета. Различие между ними состоит в том, что в каждом из них применяются специфические методы получения учетных данных и их обработки, и последующей группировки.